# Alejandro Botero
Alejandro Botero López (Pereira, Risaralda, Colombia; 8 de octubre de 1980) es un exfutbolista y piloto colombiano. Jugó en las divisiones profesionales del fútbol colombiano y argentino.
Luego de su retiro del fútbol profesional en el año 2012, retomó su carrera como aviador comercial, la cual había iniciado en los años que estuvo jugando en el fútbol argentino.

## Carrera profesional como futbolista
Jugó en la posición de portero, tanto vistiendo la camiseta de la selección de fútbol profesional de Colombia, como en clubes de ese país y de Argentina.
Su carrera futbolística comenzó a la edad de 18 años, al servicio del club Deportivo Cali, donde estuvo durante 4 años. 
En el club argentino Independiente de Avellaneda salió campeón en el año 2002; sin embargo, en este club no tuvo la oportunidad de ser arquero titular.
Posteriormente, Botero bajó de división para jugar con Argentinos Juniors. Al final de la temporada 2003-2005, este equipo logró ser promovido para jugar en la Primera División Argentina, teniendo Botero un desempeño exitoso.  
En septiembre del año 2005, él regresó al club Deportivo Cali, equipo donde había iniciado su carrera como futbolista. Allí ganó el torneo profesional de fútbol ese año.   
En el año 2006 regresó al fútbol argentino, jugando con el club San Martín de San Juan, donde tuvo la oportunidad de jugar por segunda vez con un equipo que fue promovido a la primera división argentina.   
En el año 2009, regresó al fútbol colombiano, donde se integró a la nomina del equipo Boyacá Chicó.
Su carrera profesional comenzó en el año 1998 y finalizó en el año 2012. 

## Retiro del fútbol
En el año 2011, mientras estaba jugando en el equipo Deportes Tolima de Colombia, tomó la decisión de retirarse del fútbol, para dedicarse a retomar su carrera como aviador comercial.
Esta carrera ya la había iniciado parcialmente, en la academia Academia Flight Center de Buenos Aires, desde la época que estaba jugando en el fútbol argentino.
Su padre, David Botero, fue agente de turismo y representante de líneas aéreas, lo cual inspiró a Alejandro desde niño para apasionarse por el campo de la aviación.
Una vez obtuvo sus licencias de piloto comercial, Botero López logró vincularse con la aerolínea Avianca.

## Clubes
| Club                   | País      | Año         |
| ---------------------- | --------- | ----------- |
| Deportivo Cali         | Colombia  | 1998 - 2002 |
| Independiente          | Argentina | 2002 - 2003 |
| Argentinos Juniors     | Argentina | 2003 - 2005 |
| Deportivo Cali         | Colombia  | 2005        |
| San Martín de San Juan | Argentina | 2006 - 2009 |
| Boyacá Chicó           | Colombia  | 2009 - 2010 |
| Deportes Tolima        | Colombia  | 2011 - 2012 |

## Palmarés

### Campeonatos nacionales
Botero desarrolló toda su carrera profesional en el fútbol nacional de Colombia y Argentina:
| Título           | Club           | País      | Año     |
| ---------------- | -------------- | --------- | ------- |
| Primera A        | Deportivo Cali | Colombia  | 1998    |
| Primera División | Independiente  | Argentina | A-2002  |
| Primera A        | Deportivo Cali | Colombia  | II-2005 |